# Tajul Aman Mohammed
Tajul Aman Mohammed ist ein Diplomat aus Malaysia. Ab 2015 war er Botschafter seines Heimatlandes in Rumänien, womit er auch für Bulgarien, Griechenland und die Republik Moldau zuständig ist. Früher war er Polizist.

## Werdegang

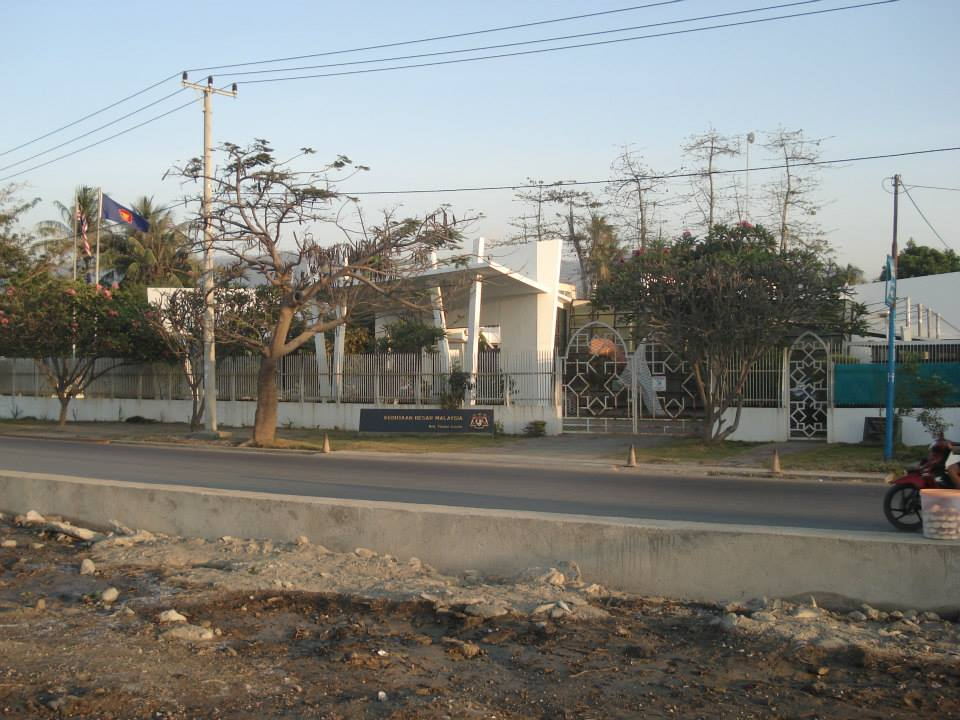
Botschaft Malaysias in Dili (Osttimor)

Mohammed war 13 Jahre lang Polizist. Da seine Karrierechancen bei der Königlichen Malaysischen Polizei ihm zu gering erschienen, wechselte er in den Verwaltungs- und diplomatischen Dienst, mit dem Ziel District Officer zu werden. Stattdessen wurde er aber im Auswärtigen Dienst Assistant Secretary und Referent im Außenministerium für die Abteilung Europa. Seinen ersten Diplomatenposten war ab 1995 jener des zweiten Sekretärs in der Botschaft Malaysias in London. Später wurde Mohammed erster Sekretär der Botschaft Malaysias in Harare (Simbabwe). Die dortige Botschaft ist auch für die Nachbarländer Malawi, Sambia, Tansania, Uganda, Kenia, Seychellen, Mauritius und Komoren akkreditiert. Danach wurde Mohammed Generalkonsul in Dschidda (Saudi-Arabien). Hier half er bei der Identifizierung malaysischer Opfer der Massenpanik in Mena 2006.
Ab 2013 war Mohammed Botschafter in Osttimor. Im Dezember 2015 folgte die Ernennung zum Botschafter Malaysias in Rumänien.